# (2086) Newell
(2086) Newell (1966 BC; 1931 UM; 1951 AJ1; 1957 TD; 1972 XG) ist ein Asteroid des inneren Hauptgürtels, der zur Vesta-Familie gehört und am 20. Januar 1966 am Goethe-Link-Observatorium entdeckt wurde.

## Benennung
Der Asteroid wurde nach Homer E. Newell (1915–1983), einem der wichtigsten Organisatoren der NASA, benannt. Er war Mitglied des Beratungsausschusses, der zur Gründung der NASA 1958 eingesetzt wurde und gehörte zu den ersten NASA-Mitarbeitern. Bis zu seinem Ruhestand 1973 war er leitender Mitarbeiter der NASA. Frank K. Edmondson schlug Newell als Namensgeber vor.